# 白井成允
白井 成允（しらい しげのぶ、1888年（明治21年）2月6日 - 1973年（昭和48年）8月25日）は、日本の倫理学者。

## 略歴
岩手県盛岡市出身。1913年東京帝国大学文学部哲学科卒業。愛知県立医学専門学校（現・名古屋大学医学部）教授、（旧制）第二高等学校教授、京城帝国大学教授を経て広島文理科大学教授。1957年「三経義疏の倫理学的管窺」で広島文理科大学文学博士。1952年龍谷大学教授。睦学園短期大学長、武庫川女子大学教授。
次男は白井成道（哲学者、大阪府立大学名誉教授）、三男は小田嶋成和（病理学者）、四男は白井成雄（フランス文学者、名古屋大学名誉教授）。

## 著書
- 『信仰とその反省』（大雄閣） 1929
- 『信仰と生活』（白蓮社） 1931
- 『善の実現』（大雄閣） 1931
- 『島地大等和上行実』（明治書院） 1933
- 『聖徳太子の十七条憲法』（日本文化協会、日本精神叢書） 1937
- 『人格の理想』（百華苑、百華選書） 1947
- 『歎異抄領解』（大蔵出版、大蔵文庫） 1951
- 『人類の平和について』（永田文昌堂） 1952
- 『十七条憲法講讃』（百華苑） 1955
- 『聞法録』（百華苑） 1966
- 『十七条憲法講話』（聖徳太子会） 1967
- 『三経義疏の倫理学的研究 聖徳太子御撰』（百華苑） 1970
- 『正信偈私解』（百華苑） 1972
- 『親鸞聖人の聖徳太子奉讃』（聖徳太子会） 1973

## 翻訳
- 『イマヌエル・カント道徳哲学』（岩波書店、カント著作集8） 1926
- 『道徳哲学』（カント、小倉貞秀共訳、岩波文庫） 1954

## 参考
- 『人物物故大年表』